# Nance-Horan-Syndrom
Das Nance-Horan-Syndrom (NHS) ist eine sehr seltene angeborene Erkrankung mit einer vornehmlich beim männlichen Geschlecht auftretenden Kombination aus angeborener Katarakt, Zahnanomalien und Gesichtsdysmorphie.
Synonyme sind: englisch cataract, X-linked, with Hutchinsonian teeth; Mesiodens-cataract syndrome
Die Bezeichnung bezieht sich auf die (Erst)autoren der voneinander unabhängig erfolgten Erstbeschreibungen aus dem Jahre 1974 durch den US-amerikanischen Humangenetiker Walter E. Nance und die australische Kinderärztin Margaret B. Horan zusammen mit dem Augenarzt  F.A Billson.

## Verbreitung
Die Häufigkeit ist nicht bekannt, bislang wurde über weniger als 40 betroffene Familien berichtet. Die Vererbung erfolgt X-chromosomal unvollständig dominant mit hoher Erkrankungsausprägung bei den Überträgerinnen.

## Ursache
Der Erkrankung liegen Mutationen im NHS-Gen auf dem X-Chromosom Genort p22.2–p22.1 zugrunde.
Je nach Art der Mutation kann die klinische Erkrankung unterschiedlich schwer verlaufen.
Mutationen dieses Genes sind auch bei der kongenitalen X-linked Katarakt beteiligt.

## Klinische Erscheinungen
Klinische Kriterien sind:
- Augen: angeborene beidseitige Katarakt (Cataracta zonularis) (100 %), Mikrokornea (96 %) mit schwerer Sehstörung (93 %) bis zur Erblindung, Mikrophthalmie, Nystagmus, Strabismus (43 %)
- Zähne: abnormale Form und Zahl, überzähliger zentraler Schneidezahn (Mesiodens), Hutchinson-Zähne, kleine Backenzähne
- Ohren: abstehende wenig ausgeformte Ohrmuscheln
- kurze Mittelhandknochen
- Gesichtsdysmorphie: langes Gesicht, betonte Nase, Progenie

hinzu kann bei etwa einem Drittel ein milder Entwicklungsrückstand kommen.
Weibliche (heterozygote) Betroffene weisen die gleichen Symptome auf, allerdings schwächer bis kaum klinisch fassbar.

## Diagnose
Die Diagnose ergibt sich aus den klinischen Befunden, eventuell ergänzt um Röntgenaufnahmen der Zähne.

## Differentialdiagnose
Abzugrenzen sind:
- X-chromosomale Syndromale Mikrophthalmie
- Lenz-Syndrom
- Okulo-fazio-cardio-dentales Syndrom
- Lowe-Syndrom (Okulo-zerebro-renales Syndrom)

## Therapie
Eine Behandlung der Augenveränderungen richtet sich nach dem Schweregrad, kieferorthopädische Maßnahmen können notwendig werden.